# Ophiura falcifera
Ophiura falcifera är en ormstjärneart som först beskrevs av George Richard Lyman 1869.  Ophiura falcifera ingår i släktet Ophiura och familjen fransormstjärnor. Inga underarter finns listade i Catalogue of Life.